# Vincas Kudirka
Vincas Kudirka (Paežeriai, nabij Vilkaviškis, 31 december 1858 - Naumiestis, 16 november 1899) was een Litouws schrijver, dichter en onafhankelijkheidsactivist. Hij is de schrijver van het Litouwse volkslied Tautiška giesmė ("Nationaal hymne").

## Leven en werk
Kudirka studeerde geschiedenis en filosofie in Warschau en later medicijnen. Reeds tijdens zijn studie werd hij gearresteerd vanwege het in bezit hebben van Das Kapital van Karl Marx. Opnieuw toegelaten op de universiteit studeerde hij niettemin in 1889 af en werd arts op het Litouwse platteland.
Vanaf 1888 begon Kudirka ook poëzie te schrijven. Daarnaast was hij, samen met onder andere Jonas Basanavičius, medeoprichter van de onafhankelijkheidsbeweging Lietuvių tautinis atgimimas (Litouws Nationaal Ontwaken) en oprichter (en jarenlang hoofdredacteur) van de clandestiene uitgave Varpas (de klok).
Al dichter schreef Kudirka veel liederen die vanwege hun patriottische inhoud erg populair werden in Litouwen en uiteindelijk vaak uitgroeiden tot een soort van manifesten. In 1898 schreef hij Tautiška giesmė ("Nationaal hymne", ook bekend onder de openingszin "Litouwen, mijn vaderland"), dat na de onafhankelijkheidsuitroeping in 1918 gekozen zou worden tot het nationale Litouwse volkslied. Kudirka schreef ook veel satirisch werk.
Kudirka stierf in 1899 aan tuberculose, 40 jaar oud. In het huidige Litouwen heeft hij de status van een nationale held. In 2009 onthulde president Valdas Adamkus ter gelegenheid van de duizendste verjaardag van Litouwen een standbeeld van hem in het centrum van Vilnius. Ook elders in het land staan monumenten te zijner ere. Verder prijkt hij op postzegels en herinneringsmunten.

## Monumenten

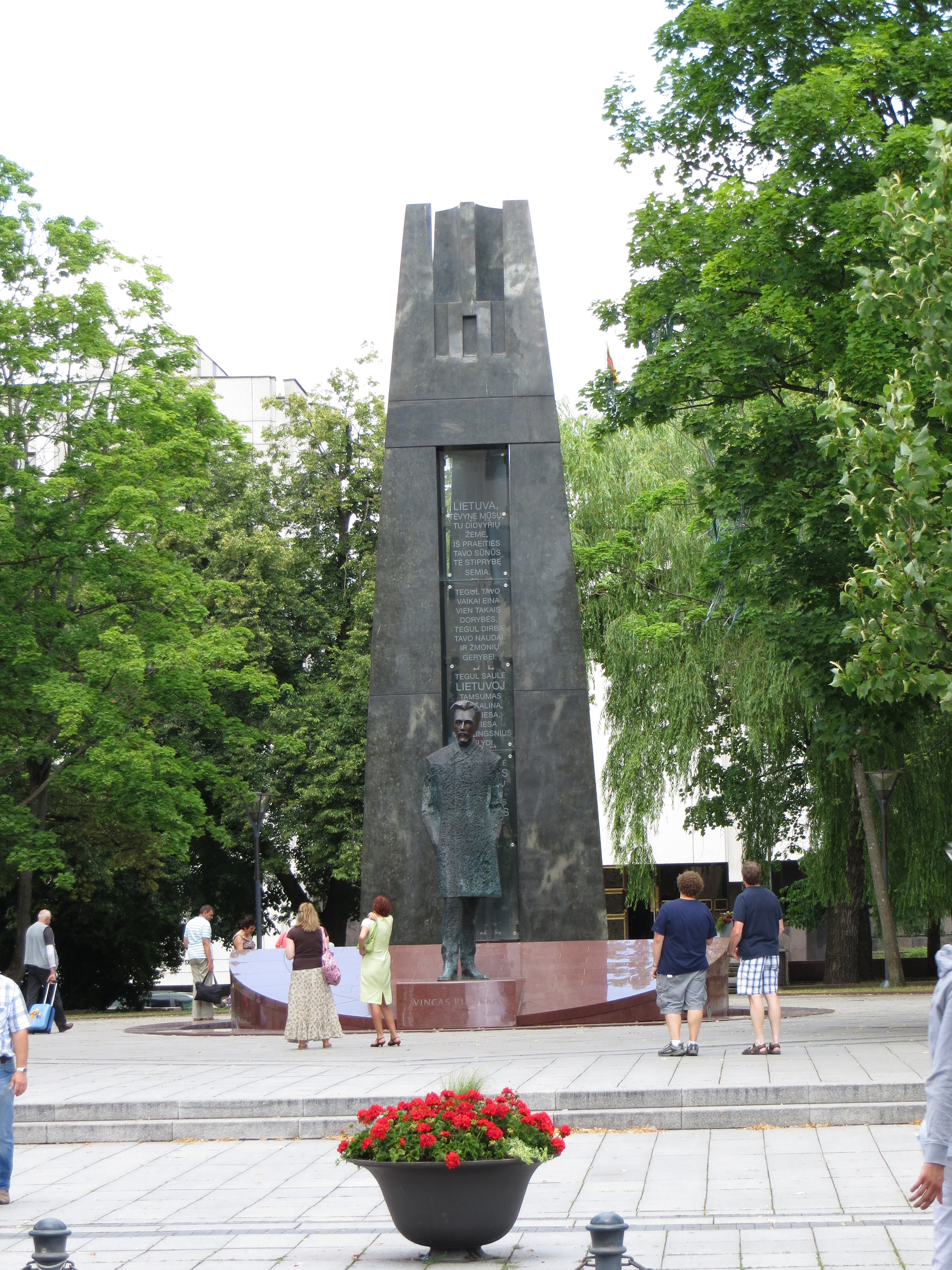
Monument te Vilnius
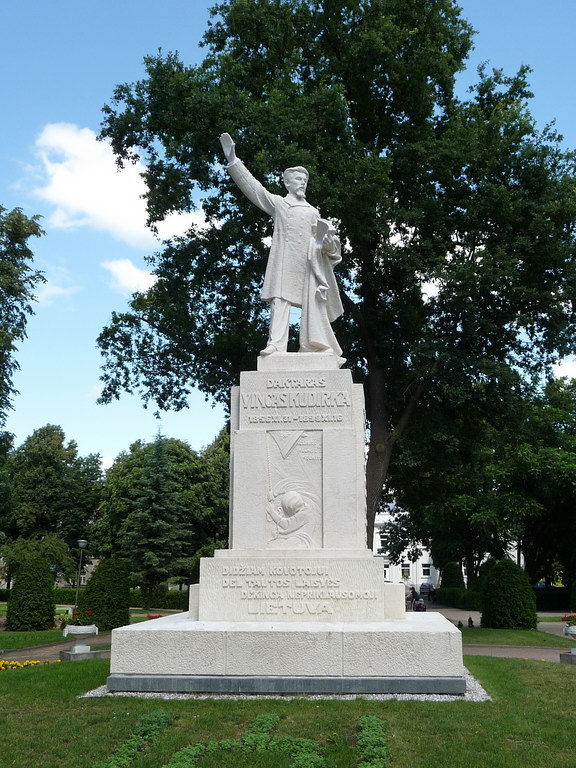
Standbeeld te Koedirkos Naumiestis, door Vincas Grybas
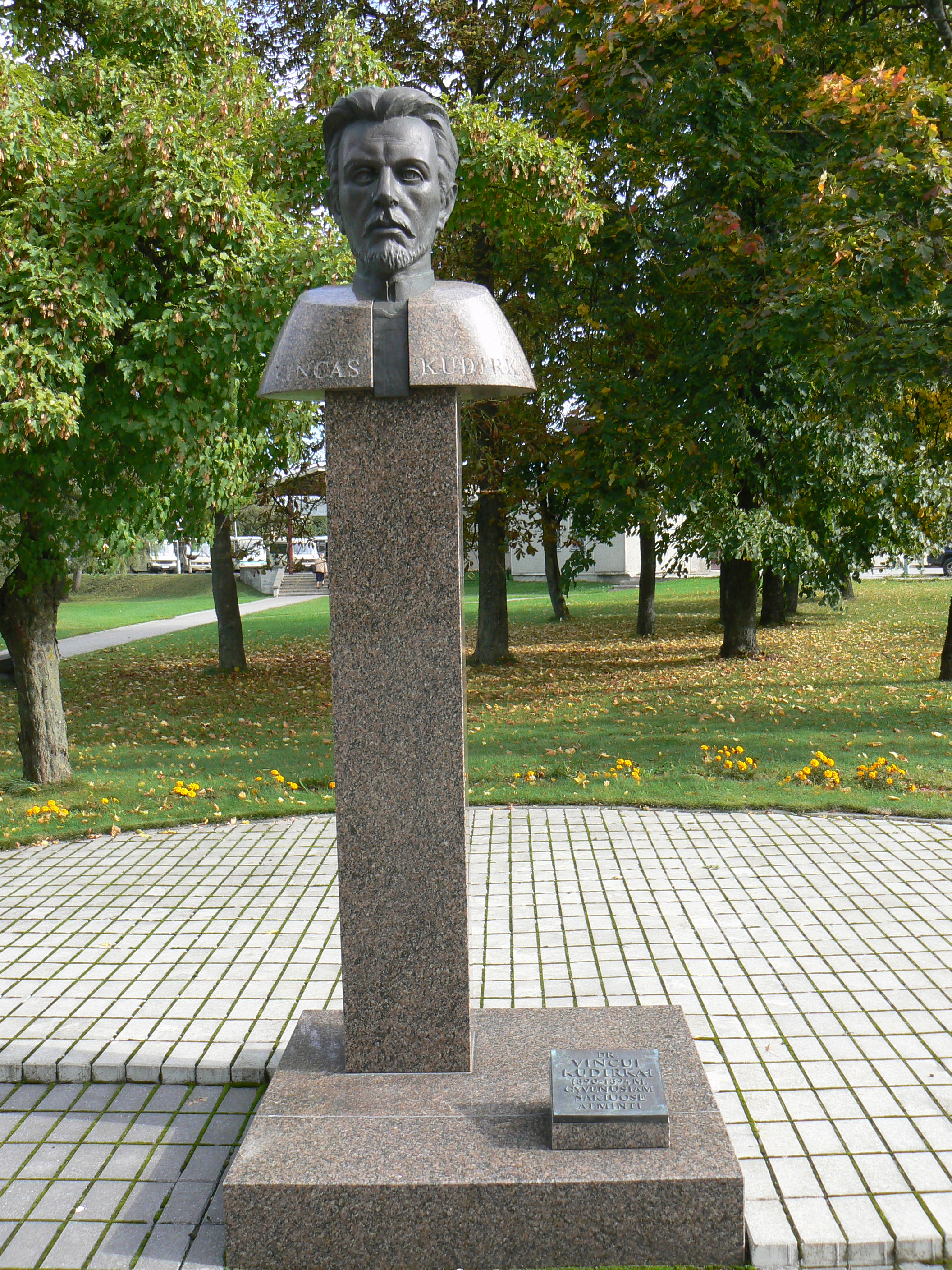
Buste te Šakiai